# II. Lorenzo de’ Medici
Lorenzo di Piero de’ Medici (Firenze, 1492. szeptember 12. – Firenze, 1519. május 4.) Urbino hercege (1516-1519) és Firenze ura (signoréja) (1516-1519).

## Urbino ura
Két évvel nagykorúvá válása előtt apját, a franciák által támogatott Pierót, Lorenzo il Magnifico fiát a köztársaságpártiak elűzték Firenzéből. A II. Gyula pápa vezetése alatt álló Szent Liga spanyol segítséggel 1512-ben legyőzte a lázadókat, így a városállamban helyreállt a Mediciek uralma. X. Leó, a Medici-pápa, fontosnak tartotta, hogy rokonai hatalmát erősítse, ezért hamis vádak alapján elmozdította trónjáról Urbino törvényes urát – Francesco Maria della Roverét (1490–1538) – és helyébe Lorenzót ültette, aki 1516 májusában vonult be Urbinóba. A trónfosztott uralkodó nem egészen egy éven belül visszatért, hogy spanyol segítséggel szerezze vissza birtokát. Az Urbino környéki hegyekben lefolytatott rövid, de kemény hadjáratok sok pénzükbe kerültek a firenzeieknek és a pápának. A csatározások tartós elégedetlenséget szültek, Lorenzo pedig olyan súlyos sebet kapott egy szakállas puskától, hogy teste-lelke lassanként elsorvadt. A pápa pillanatnyilag elégedett volt. Lorenzót Urbino hercegének és Pesaro urának nyilvánították és úgy látszott, jó úton van afelé, hogy a pápa által megálmodott nagy és egyesített közép-itáliai Medici-birodalom ura legyen.

## A francia udvarban
1518 áprilisában az amboise-i Szent Hubert-kápolnában keresztvíz alá tartja a kis dauphint – I. Ferenc francia király fiát, III. Ferenc breton herceget. Három nappal később fokozott pompával kezdődtek az ünnepségek a francia királyi udvarban, amikor Madeleine de la Tour d’Auvergne-t, egy vérbeli Bourbon hercegnőt vett nőül. Amboise szökőkútjaiból bor és aszú folyt, egymást követték a csodás pompájú látványosságok, hetvenhét szépséges hajadon – különböző nemzetek népviseletében – lejtett táncot az új pár előtt. Másnap megkezdődtek a bajnoki tornák és közel hat hét telt el szakadatlan mulatozásban. A francia udvar tagjaira nagy hatást tett a herceg családjának gazdagsága, de sokkal kevésbé voltak elragadtatva magától a hercegtől. Kifogásolták az urbinói herceg arrogáns modorát és a huszonöt éves Lorenzo testi állapota is siralmas volt. Feleségével csak 1518 nyarán tér vissza Firenzébe.

## Halála
Néhány hónapnyi házasság után teljesen nyilvánvalóvá vált, hogy a hercegnek már nem sok ideje van hátra. A hercegné mégis megelőzte. 1519. április végén hunyt el, miután egy kislánynak adott életet. A kislányt Katalinnak keresztelték, aki 1533-ban feleségül ment Orléans-i Henrik herceghez. Lorenzo csak pár nappal élte túl a feleségét. Vérbajjal súlyosbított tüdőbajban hunyt el. Még a caraggibeli és a Poggia a Caianói villákban sem nagyon gyászolták, ahol élete utolsó napjait töltötte pistoiai titkára és egy rossz hírű férfi társaságában.